# 1994-es sprint úszó-Európa-bajnokság
Az 1994-es sprint úszó-Európa-bajnokságot december 3-án és 4-én rendezték a norvégiai Stavangerben. Csak 50 m-es távon voltak versenyek, kivéve a vegyesúszást, amelyen 100 méter volt a táv. Összesen 14 versenyszám volt.

## Éremtáblázat
(A táblázatban a rendező nemzet eltérő háttérszínnel kiemelve.)
| Helyezés | Nemzet         | Arany | Ezüst | Bronz | Összesen |
| 1.       | Németország    | 7     | 2     | 4     | 13       |
| 2.       | Svédország     | 4     | 4     | 1     | 9        |
| 3.       | Hollandia      | 1     | 2     | 1     | 4        |
| 4.       | Lengyelország  | 1     | 1     | 0     | 2        |
| 5.       | Bulgária       | 1     | 0     | 0     | 1        |
| 6.       | Oroszország    | 0     | 1     | 2     | 3        |
| 6.       | Szlovákia      | 0     | 1     | 2     | 3        |
| 8.       | Nagy-Britannia | 0     | 1     | 1     | 2        |
| 8.       | Norvégia       | 0     | 1     | 1     | 2        |
| 10.      | Spanyolország  | 0     | 1     | 0     | 1        |
| 11.      | Horvátország   | 0     | 0     | 2     | 2        |
| Összesen | Összesen       | 14    | 14    | 14    | 42       |

## Érmesek
- WR – világrekord
- ER – Európa-rekord

### Férfi
| Versenyszám              | Arany                             | Arany      | Ezüst                          | Ezüst   | Bronz                          | Bronz   |
| ------------------------ | --------------------------------- | ---------- | ------------------------------ | ------- | ------------------------------ | ------- |
| 50 m-es gyorsúszás       | Krzysztof Cwalina · Lengyelország | 22,01      | Joakim Holmqvist · Svédország  | 22,50   | Silko Günzel · Németország     | 22,53   |
| 50 m-es hátúszás         | Jirka Letzin · Németország        | 25,47      | Zsolt Hegmegi · Svédország     | 25,72   | Miloslav Dolnik · Szlovákia    | 25,93   |
| 50 m-es mellúszás        | Mark Warnecke · Németország       | 27,58      | Ron Dekker · Hollandia         | 27,61   | Dmitri Volkov · Oroszország    | 27,95   |
| 50 m-es pillangóúszás    | Jonas Åkesson · Svédország        | 24,25      | Carlos Sanchez · Spanyolország | 24,34   | Dirk Vandenhirtz · Németország | 24,55   |
| 100 m-es vegyesúszás     | Denislav Kaltchev · Bulgária      | 55,51      | Christian Keller · Németország | 55,88   | Grigory Matuskov · Oroszország | 57,31   |
| 4 × 50 m-es gyorsváltó   | Svédország                        | 1:27,62 ER | Németország                    | 1:29,09 | Horvátország                   | 1:30,71 |
| 4 × 50 m-es vegyes váltó | Németország                       | 1:38,01 ER | Svédország                     | 1:39,38 | > Horvátország                 | 1:41,19 |

### Női
| Versenyszám              | Arany                        | Arany   | Ezüst                              | Ezüst   | Bronz                           | Bronz   |
| ------------------------ | ---------------------------- | ------- | ---------------------------------- | ------- | ------------------------------- | ------- |
| 50 m-es gyorsúszás       | Sandra Völker · Németország  | 25,29   | Angela Postma · Hollandia          | 25,52   | Sue Rolph · Nagy-Britannia      | 25,55   |
| 50 m-es hátúszás         | Sandra Völker · Németország  | 27,96   | Dagmara Komorowicz · Lengyelország | 28,85   | Martina Moravcová · Szlovákia   | 28,86   |
| 50 m-es mellúszás        | Emma Igelström · Svédország  | 32,13   | Elin Austevoll · Norvégia          | 32,14   | Terrie Miller · Norvégia        | 32,43   |
| 50 m-es pillangóúszás    | Angela Postma · Hollandia    | 27,48   | Martina Moravcová · Szlovákia      | 27,84   | Julia Voitowitsch · Németország | 27,92   |
| 100 m-es vegyesúszás     | Louise Karlsson · Svédország | 1:01,89 | Sue Rolph · Nagy-Britannia         | 1:02,21 | Daniela Hunger · Németország    | 1:02,48 |
| 4 × 50 m-es gyorsváltó   | Németország                  | 1:41,20 | Svédország                         | 1:42,32 | Hollandia                       | 1:42,45 |
| 4 × 50 m-es vegyes váltó | Németország                  | 1:53,58 | Oroszország                        | 1:54,21 | Svédország                      | 1:54,51 |